# Charlotte Perrelli
Anna Jenny Charlotte Perrelli (nata Nilsson; Hovmantorp, 7 ottobre 1974) è una cantante, attrice e conduttrice televisiva svedese.

## Carriera artistica
Il debutto di Charlotte Perrelli avviene nel 1997, anno in cui recita nella soap opera svedese Vita lögner. Nello stesso hanno inizia la sua carriera musicale con la band Wizex dal 1997 al 1999, a cui fece seguito la sua carriera da cantante solista.
Nel 1999 si presenta al Melodifestivalen, selezione nazionale della Svezia per l'Eurovision Song Contest, con la canzone Tusen och en natt, ribattezzata in inglese col titolo Take Me to Your Heaven, e con la quale vince l'Eurovision Song Contest 1999. 
Nel 2003 è co-presentatrice del Melodifestivalen e, dato il successo ottenuto, viene riconfermata anche per l'edizione successiva.
Nel 2008 torna al Melodifestivalen con la canzone Hero, che vince e dà a Charlotte l'opportunità di rappresentare il suo paese all'Eurovision Song Contest 2008. Nonostante le alte aspettative e il successo della canzone, che è il singolo più venduto da un artista svedese in quell'anno, la Svezia supera la semifinale solo grazie al ripescaggio della giuria ed arriva 18ª in finale.
Dal 2009 al 2011 partecipa come giurata alla versione svedese del format "Got Talent".
Nel 2012 partecipa nuovamente al Melodifestivalen con la canzone "The Girl", ma non ottiene lo stesso successo avuto negli anni precedenti, arrivando quinta in semifinale e di conseguenza non qualificandosi per la finale. Nonostante ciò, l'omonimo album il singolo ottengono un discreto riscontro in patria.

### Vita privata
È zia del cantante Benjamin Ingrosso e del dj Sebastian Ingrosso, nati dai fratelli del suo primo marito Nicola, dal quale ha avuto due figli. Dalla relazione con Anders Jense ha avuto un altro figlio nel 2013.

## Discografia

### Album
Tutti gli album e la loro massima posizione raggiunta nella Top 60 Svedese.
| Anno | Album                                                              | Posizione | Informazioni                                                                            |
| Anno | Album                                                              | SWE       | Informazioni                                                                            |
| ---- | ------------------------------------------------------------------ | --------- | --------------------------------------------------------------------------------------- |
| 1999 | Charlotte - Primo album da solista - Pubblicato: Settembre 1999    | 3         | - Lingua: Inglese - Pubblicato in: Svezia - Certificazione:                             |
| 2001 | Miss Jealousy - Pubblicato: Marzo 2001                             | 32        | - Lingua: Inglese - Pubblicato in: Svezia - Certificazione:                             |
| 2004 | Gone Too Long - Pubblicato: Marzo 2004                             | 11        | - Lingua: Inglese - Pubblicato in: Svezia - Certificazione:                             |
| 2006 | I din röst - Pubblicato: Giugno 2006                               | 29        | - Lingua: Svedese - Pubblicato in: Svezia - Certificazione:                             |
| 2008 | Hero - Pubblicato: 23 aprile 2008 (Svezia) 16 settembre 2008 (USA) | 3         | - Lingua: Inglese - Pubblicato in: Svezia, USA, Polonia, Cina - Certificazione: Platino |
| 2008 | Rimfrostjul - Pubblicato: Dicembre 2008                            | 12        | - Lingua: Svedese/Inglese - Pubblicato in: Svezia - Certificazione: Oro                 |
| 2012 | The Girl - Pubblicato: 14 marzo 2012                               | 7         | - Lingua: Inglese - Pubblicato in: Svezia - Certificazione: –                           |
| 2013 | Min barndoms jul - Pubblicato: Dicembre 2013                       | 49        | - Lingua: Svedese - Pubblicato in: Svezia - Certificazione: –                           |

### Singoli
| Anno | Titolo                              | Classifica | Classifica | Classifica | Classifica | Classifica | Classifica | Classifica | Classifica          | Classifica          | Album         |
| Anno | Titolo                              | [ 1 ]      | [ 3 ]      | [ 4 ]      | [ 5 ]      | [ 6 ]      | [ 7 ]      | [ 8 ]      | Svizzera (bandiera) | Ungheria (bandiera) | Album         |
| ---- | ----------------------------------- | ---------- | ---------- | ---------- | ---------- | ---------- | ---------- | ---------- | ------------------- | ------------------- | ------------- |
| 1999 | "Take Me to Your Heaven"            | 2          | 10         | -          | -          | 5          | 20         | 23         | -                   | -                   | Charlotte     |
| 1999 | "I Write You a Lovesong"            | 38         | -          | -          | -          | -          | -          | -          | -                   | -                   | Charlotte     |
| 2000 | "Damn You"                          | -          | -          | -          | -          | -          | -          | -          | -                   | -                   | Charlotte     |
| 2001 | "You Got Me Going Crazy"            | 20         | -          | -          | -          | -          | -          | -          | -                   | -                   | Miss Jealousy |
| 2001 | "Miss Jealousy" (unreleased)        | -          | -          | -          | -          | -          | -          | -          | -                   | -                   | Miss Jealousy |
| 2003 | "Broken Heart"                      | 7          | -          | -          | -          | -          | -          | -          | -                   | -                   | Gone Too Long |
| 2004 | "Million Miles Away"                | 11         | -          | -          | -          | -          | -          | -          | -                   | -                   | Gone Too Long |
| 2006 | "I din röst"(promo single)          | -          | -          | -          | -          | -          | -          | -          | -                   | -                   | I din röst    |
| 2007 | "Jag är tillbaks"                   | -          | -          | -          | -          | -          | -          | -          | -                   | -                   | Solo singolo  |
| 2008 | "Hero"                              | 1          | 20         | 18         | 24         | -          | -          | -          | 65                  | 4                   | Hero          |
| 2008 | "Bullet"                            | 2          | -          | -          | -          | -          | -          | -          | -                   | -                   | Hero          |
| 2012 | "The Girl"                          | 7          | -          | -          | -          | -          | -          | -          | -                   | -                   | The Girl      |
| 2012 | "Little Braveheart" (con Kate Ryan) | -          | -          | -          | -          | -          | -          | -          | -                   | -                   | The Girl      |
| 2012 | "Just Not Tonight"                  | -          | -          | -          | -          | -          | -          | -          | -                   | -                   | The Girl      |